# Streptococcus agalactiae
El Streptococcus agalactiae, estreptococo del grupo B (Group B Streptococcus (GBS), es una bacteria que puede ocasionar infecciones muy graves (infección por estreptococo del grupo B), en recién nacidos y adultos. Es un coco (bacteria redonda) gram positivo que al microscopio se dispone en cadenas (estreptococo), beta-hemolítico, catalasa negativo, oxidasa negativo y anaerobio facultativo, caracterizado por presentar en su pared el grupo B de antígenos del sistema de Lancefield. El EGB posee una cápsula bacteriana de polisacárido rica en ácido siálico y según su estructura se distinguen 10 serotipos antigénicamente diferentes (Ia, Ib, II-IX). El EGB es un constituyente de la microbiota (flora intestinal), microbiota normal del intestino de los humanos y otros animales.

## Identificación en el laboratorio
El EGB crece como colonias beta-hemolíticas en agar sangre (rodeadas por un halo pequeño de β-hemólisis) y puede ser identificado detectando el antígeno de grupo B por medio de aglutinación con látex con antisueros específicos.
Otros test para identificar EGB son la detección de la hidrólisis del hipurato y la prueba de CAMP, que provoca la lisis de eritrocitos bovinos o de cordero previamente sensibilizados por la esfingomielinasa producida por Staphylococcus aureus.

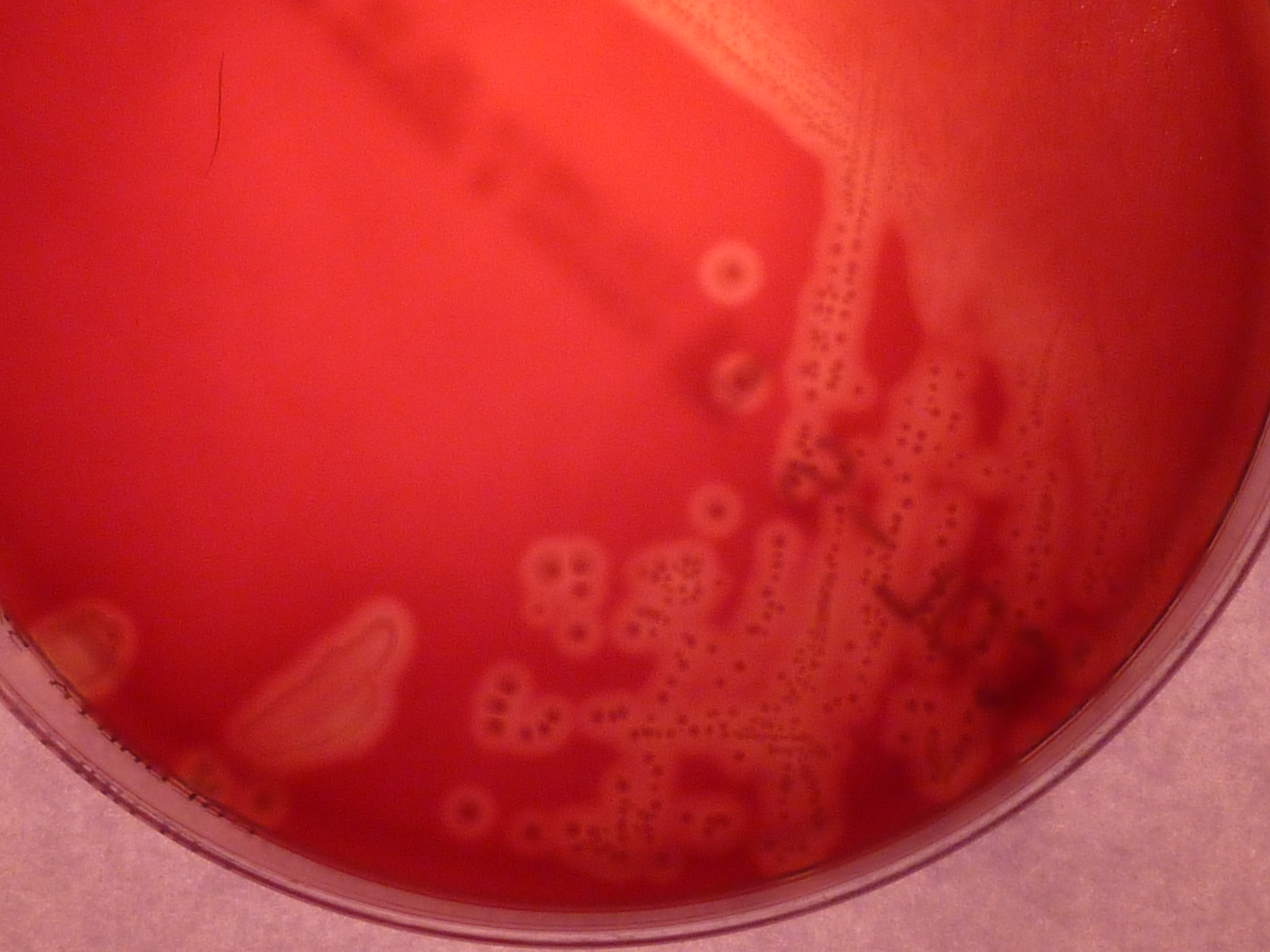
Colonias β-hemoliticas de Streptococcus agalactiae en agar sangre después de 18 h de incubación a 36 °C

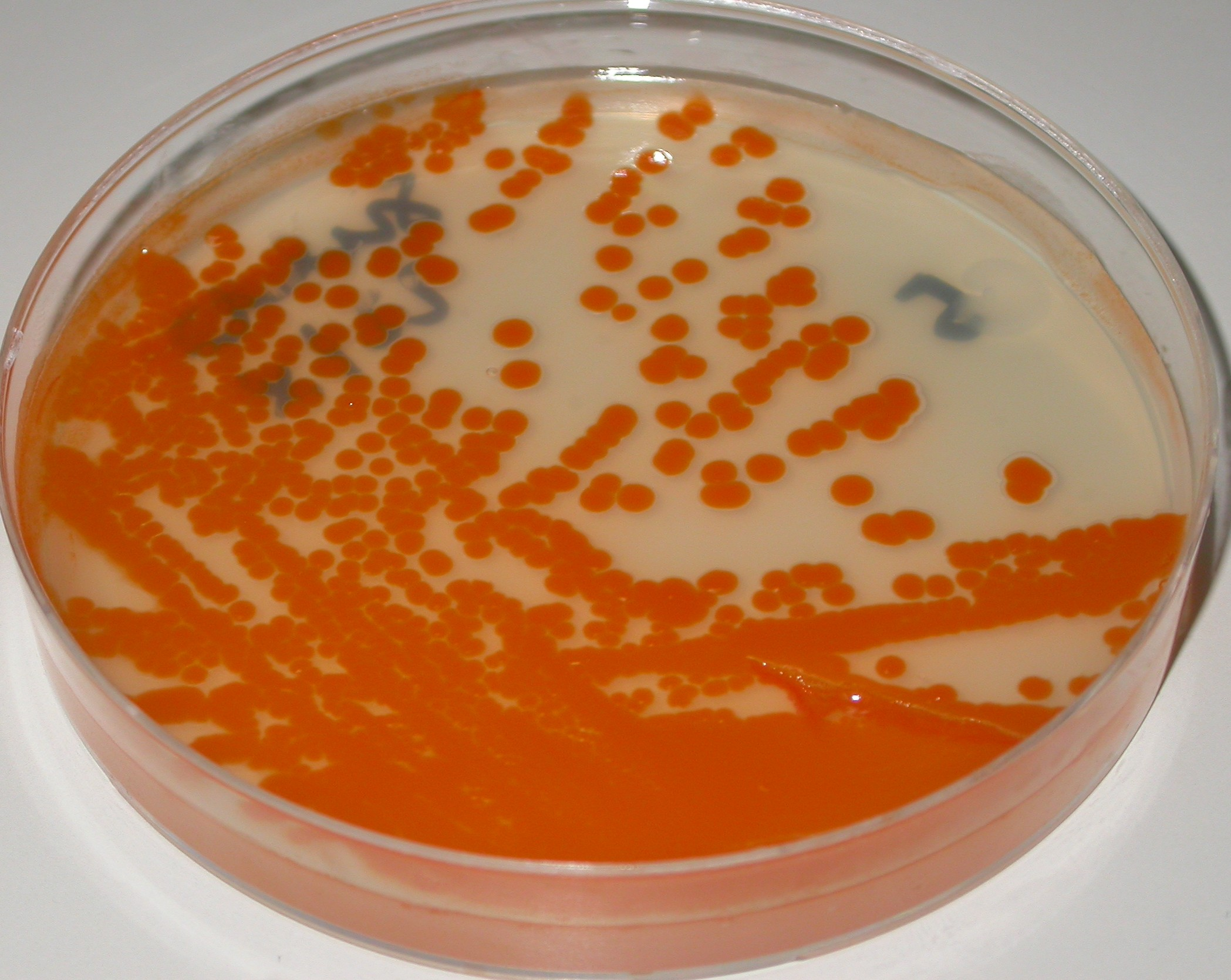
Colonias de Streptococcus agalactiae on Granada medium, incubación anaerobia 48h 36 °C

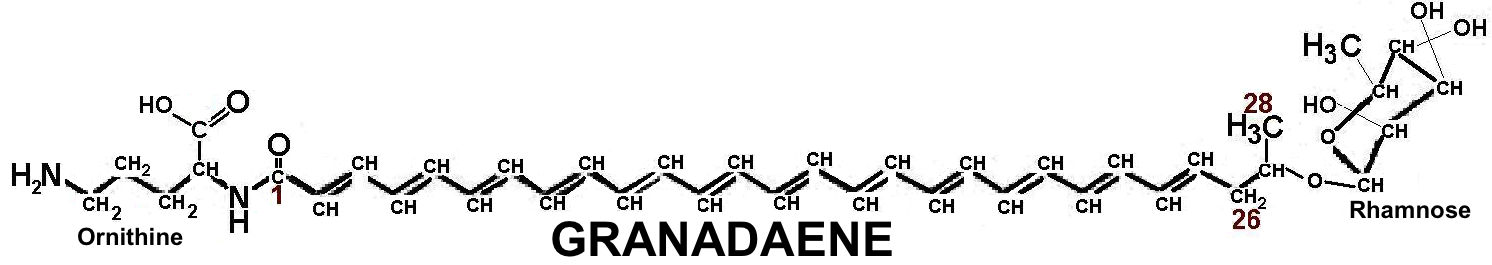
Granadaene

Las cepas hemolíticas de EGB cuando se cultivan en agar granada (medio granada) se desarrollan como colonias rojas pues producen un pigmento poliénico no isoprenoide de color rojo –granadaeno- específico del EGB que permite su identificación inmediata.
La identificación del EGB  puede también llevarse a cabo usando la técnica de MALDI-TOF (Matrix Assisted Laser Desorption  Ionization- Time of Flight Mass Spectrometry).
La identificación "tentativa" del EGB también es posible por el aspecto de sus colonias en un medio cromogénico específico donde crece como colonias de color distinto según el medio empleado.
Si para la detección e identificación de EGB se utilizan medios de cultivo cromogénicos siempre debe confirmarse que las colonias sospechosas (con aspecto de EGB) son realmente EGB utilizando una técnica segura de identificación e.g. detección de pigmento, aglutinación con látex, la prueba CAMP o MALDI-TOF.

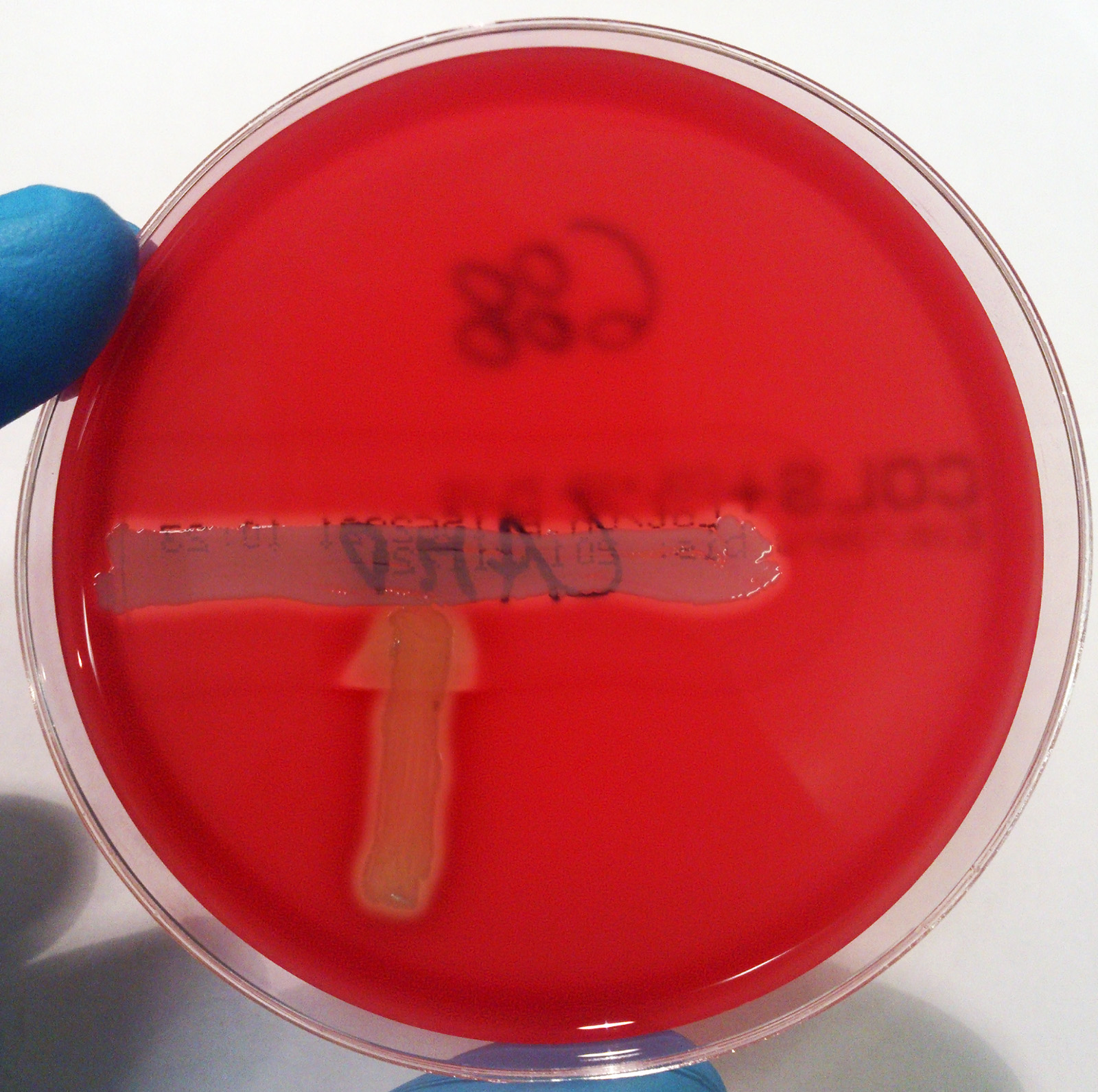
CAMP test positivo

## Virulencia
EGB puede encontrarse, como comensal, sin producir enfermedad (microbiota normal), en el aparato digestivo, urinario y genital hasta en un 30% de los adultos, (colonización), incluyendo la mujer embarazada. Sin embargo, en ocasiones, el EGB es capaz de burlar los mecanismos de defensa del huésped humano, invadir los tejidos y causar infecciones graves ((Infección por estreptococo grupo B). Entre los principales factores de virulencia del EGB pueden citarse 
el polisacárido capsular y la beta hemolisina (considerada idéntica al pigmento).

## Colonización e infección en la madre y el recién nacido
Se han publicado tasas de colonización por EGB en la embarazada (sin causar infección) (portadores) entre un 4 y 36%, dos recientes estudios sobre la tasa de colonización a nivel mundial por EGB usando metaanálisis han indicado porcentajes de colonización del 14,6% y del 18%.
Encontrándose grandes variaciones entre países e incluso entre regiones de un mismo país. Esta variación en los datos publicados puede deberse a diferentes métodos de estudio y a diferencias en las poblaciones estudiadas.
Aunque la colonización por EGB normalmente no ocasiona síntomas ni problemas a la mujer sana durante el embarazo, puede provocar una enfermedad grave a la madre y al bebé durante la gestación y después del parto, habiéndose relacionado con muerte fetal y parto prematuro.
La infección por EGB puede causar infrecuentemente corioamnionitis (infección grave de las membranas placentarias) e infección posparto (después del nacimiento). Las infección urinaria por EGB pueden inducir el trabajo de parto y provocar un parto prematuro.

En los países desarrollados EGB es la causa más frecuente de infección bacteriana grave del recién nacido, septicemia, neumonía y meningitis, pudiendo causar su muerte u originar secuelas permanentes.
En el recién nacido la infección por EGB causa dos síndromes clínicos diferentes, la infección de comienzo precoz (Early Onset Disease, EOD) y la infección de comienzo tardío (Late Onset Disease, LOD).
La infección de comienzo precoz se desarrolla en los primeros siete días de vida, la gran mayoría de casos aparecen en las primeras 24 horas de vida casi siempre como sepsis sin foco, neumonía o meningitis.
Los recién nacidos pueden contraer la infección intraútero o más frecuentemente al pasar por el tracto genital durante el parto.
La transmisión vertical (madre-recién nacido) ocurre durante el parto y aproximadamente un 50% de los recién nacidos de madres colonizadas por EGB están también colonizados. En ausencia de medidas de prevención 1-2% de los recién nacidos de madres colonizadas desarrollan EOD.
En US la incidencia de la EOD antes de la instauración de medidas de prevención era del 0.7 al 3.7 por mil recién nacidos y en Europa se han comunicado incidencias desde 0.2 a 3.25 por mil recién nacidos.
Diversos factores favorecen el desarrollo de la infección por EGB de comienzo precoz en un recién nacido cuya madre esta colonizada por EGB.
Aunque el riesgo fundamental para que el recién nacido desarrolle una infección neonatal por EGB es la colonización de la madre
otros factores de riego incluyen prematuridad, coriamnionitis materna, rotura prolongada de membranas (más de 18 h), fiebre intraparto, un hermano anterior que haya sufrido EOD y la bacteriuria por EGB durante el embarazo. Otro importante factor de riesgo es la exposición a una alta concentración de EGB en el canal del parto. Sin embargo, la mayoría de los recién nacidos que desarrollan EOD nacen de madres que no presentan ninguno de estos factores. La mortalidad por EOD que en los años 70 era de un 50% ha declinado actualmente en los países desarrollados a un 4-8%, fundamentalmente por los avances en los cuidados neonatales, siendo más alta entre los recién nacidos prematuros.
La infección por EGB de comienzo tardío aparece después de una semana desde el nacimiento hasta los 90 días de vida, presentándose comúnmente como bacteriemia o meningitis sin que en muchos casos pueda conocerse el mecanismo de infección. Cuando LOD cursa como meningitis son frecuentes las secuelas permanentes como retraso mental o sordera.
Recientes estimaciones estiman que a nivel mundial anualmente 400.000 recién nacidos desarrollan una infección por EGB de comienzo precoz o tardío con una estimación de 90.000 muertes.
En España se ha publicado para el año 2018 una incidencia del 0,17 por mil recién nacidos para la infección neonatal precoz por EGB y del 0,05 por mil para la infección neonatal tardía.

## Como evitar la infección neonatal
La única alternativa que, hasta ahora, se ha mostrado eficaz para prevenir la infección neonatal precoz por EGB es administrar por vía intravenosa a la gestante colonizada por EGB un antibiótico adecuado (profilaxis antibiótica) durante un mínimo de 4 horas antes del final del parto. Esta conducta reduce la transmisión del EGB al recién nacido y previene que este desarrolle infección por EGB. Los antibióticos utilizados son penicilina y ampicilina, y en caso de hipersensibilidad (reacción alérgica) cefazolina, clindamicina o vancomicina.
Para seleccionar las madres candidatas a recibir profilaxis antibiótica existen dos estrategias. Una se basa en detectar las portadoras de EGB en la semana 35-37 de embarazo (cribado universal)(pesquisa universal) y suministrar profilaxis antibiótica durante el parto a todas las madres colonizadas por EGB.
Adicionalmente se debe administrar profilaxis a las embarazadas que presentan factores de riesgo y cuyo estado de portadora de EGB se desconoce en el momento del parto.
La otra estrategia selecciona a las candidatas a recibir profilaxis antibiótica basándose en la sola presencia de los citados factores de riesgo.
Los Centros para el Control y la Prevención de Enfermedades  (en inglés Centers for Disease Control and Prevention, CDC) publicaron sus recomendaciones actualizadas para las prevención de la infección neonatal por EGB en 2010.  En el año 2018 los CDC transfirieron la actualización de sus recomendaciones  al colegio americano de obstetras y ginecólogos (American College of Obstetricians and Gynecologists, ACOG), a la Academia Americana de Pediatría y a la Sociedad Americana de Microbiología que en 2019 y 2020 han publicado documentos actualizado de recomendaciones para prevención de la infección neonatal por EGB.
El documento de la ACOG no introduce novedades importantes sobre las recomendaciones de los CDC. La  novedad es la recomendación de efectuar la detección de EGB en la embarazada en la semana 36-37 en vez de 35-37. Esta nueva recomendación, que se ha mostrado más efectiva, tiene por objeto hacer válido la detección de EGB hasta cubrir los partos en la semana 41, dada la validez de solo 5 semanas de la pruebas de detección de EGB en la embarazada.
La estrategia de cribado universal se sigue en más de 35 países incluyendo la mayoría de países occidentales   
como USA, España, Francia, Bélgica, Canadá, Australia, Argentina etc. La estrategia basada en factores de riesgo es seguida en la UE en UK y Holanda. Esta estrategia se muestra menos eficaz pues más de la mitad de los casos de infección precoz se presentan en recién nacidos de embarazadas sin factores de riesgo aparentes. Pero desafortunadamente la profilaxis intraparto no es eficaz para prevenir la infección neonatal de comienzo tardío.

### Desarrollo de una vacuna
La alternativa más eficaz para prevenir la infección por EGB será una vacuna capaz de provocar una adecuada respuesta inmune. Esta vacuna administrada a la madre protegería al recién nacido frente a la infección por EGB de comienzo precoz y también frente a la infección de comienzo tardío, así mismo protegería a los adultos susceptibles. El polisacárido de la cápsula del EGB es un importante factor de virulencia y constituye un excelente candidato para el desarrollo de vacunas para prevenir la infección por EGB. Actualmente en adición a las vacunas basadas en el polisacárido capsular  están en desarrollo y ensayo vacunas basadas en proteínas de superficie del EGB.
Pero aunque existen estudios y ensayos clínicos avanzados, una vacuna efectiva aún no está disponible para su uso generalizado.

## Detección de embarazadas portadoras de EGB
Aunque el estado de portadora durante el embarazo puede ser intermitente, se acepta que los cultivos vagino-rectales para detectar la colonización por EGB realizados con menos de 5 semanas antes del parto predicen adecuadamente el estado de portadora de EGB durante el parto, sin embargo, los cultivos realizados con anterioridad a 5 semanas no son fiables. 
Las últimas recomendaciones de la ACOG recomiendan efectuar el cultivo para detección de EGB entre las semanas 36 y 37 de embarazo.
Las muestras a estudiar son muestras vaginales y rectales tomadas con torunda. Actualmente se recomienda usar escobillones "floked" para la toma de las muestras vaginales y rectales, pues este tipo de escobillones permite una mejor liberación de la muestra al medio de cultivo. La técnica recomendada por los Centros para el Control y Prevención de Enfermedades de Estados Unidos (Centers for Disease Control and Prevention, CDC) y por la Sociedad Americana de Microbiología (American Society for Microbiology. ASM) requiere incubar las muestras vaginales y rectales en un caldo de enriquecimiento selectivo (Todd Hewitt con antibióticos) y posterior subcultivo en agar sangre e identificación como EGB de las colonias sospechosas. También es adecuado subcultivar el caldo selectivo en medio Granada donde la aparición de colonias rojas es demostrativa de la presencia de EGB. También pueden utilizarse medios de cultivo cromogénicos donde la aparición de colonias de color determinado indica la presencia de EGB. Cuando se utilizan medios cromogénicos debe confirmarse que las colonias sospechosas (con aspecto de EGB) son realmente EGB mediante un procedimiento adecuado de confirmación e.g. aglutinación con látex o el test CAMP.
Para detectar EGB en muestras vaginales y rectales también pueden utilizarse directamente -o tras una fase de enriquecimiento por cultivo en caldo selectivo- técnicas moleculares de amplificación de ácidos nucleicos como la reacción en cadena de la polimerasa,(Polymerase chain reaction) PCR.

Las pruebas rápidas para detectar EGB (fundamentalmente técnicas moleculares) pueden ser en el futuro efectivas como substituto del cultivo para detectar las madres portadoras de EGB. Pero estas pruebas deben ser aún mejoradas  para su uso como"Pruebas de laboratorio en el lugar de asistencia" point-of-care testing, POCT, que puedan ser realizadas en la sala de partos y reemplazar a la detección del EGB por cultivo.   Un inconveniente de estas técnicas es que actualmente no permiten conocer la sensibilidad a los antibióticos de la cepa de EGB, lo que es un problema serio si existe alergia a la penicilina. 

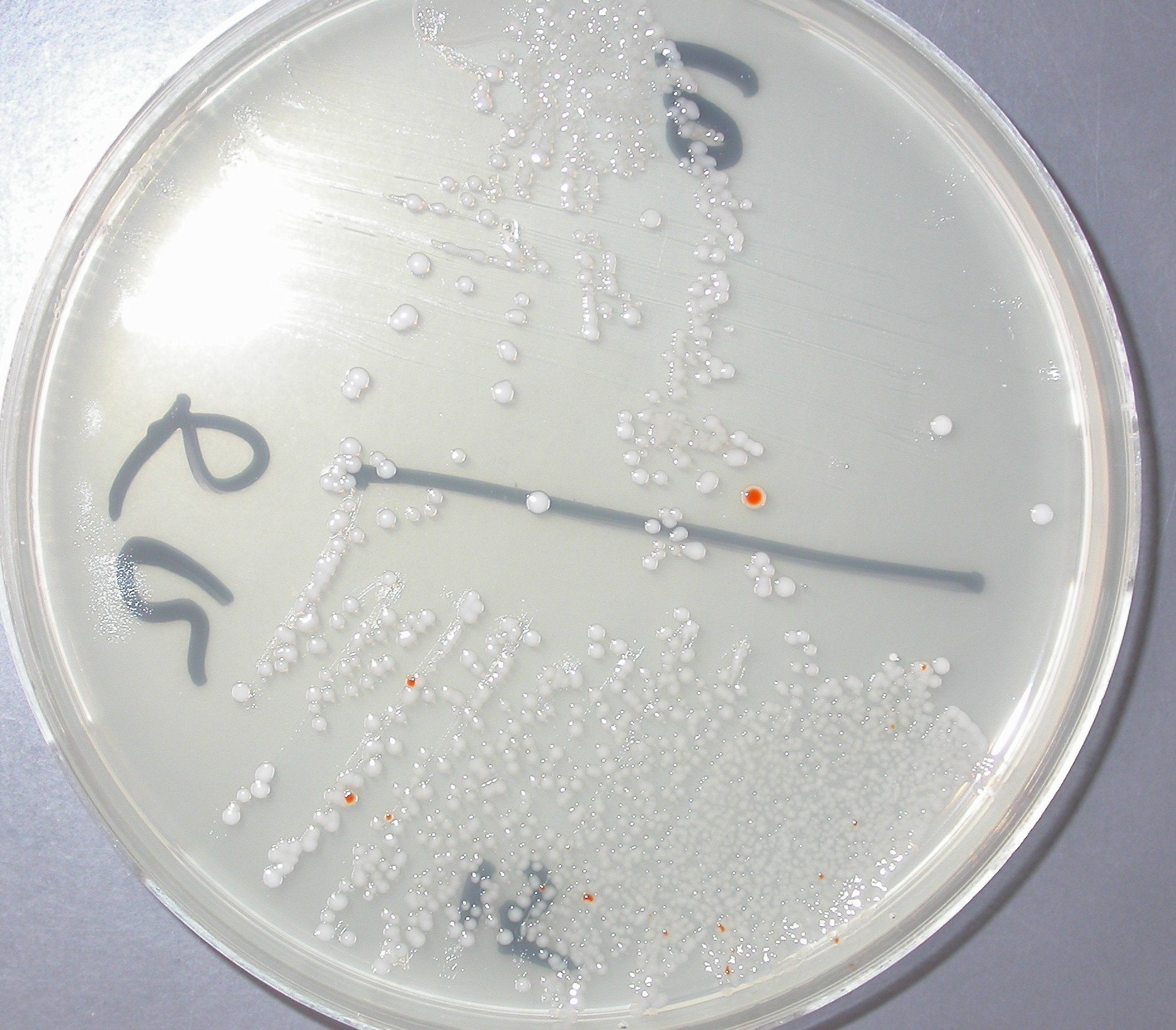
Colonias rojas de S.agalactiae en agar Granada. Cultivo vagino-rectal 18h incubación anaerobiosis 36 °C

## Infección por EGB en adultos
El EGB es también capaz de causar infecciones graves en adultos, fundamentalmente en personas con condiciones predisponentes como obesidad, diabetes, cirrosis, edad avanzada y cáncer.
Las infección por EGB en el adulto incluye infección urinaria, infección de tejidos blandos (celulitis), bacteremia, osteomielits y endocarditis.
En general la penicilina es el antibiótico de elección para el tratamiento de las infecciones por EGB en adultos. Gentamicina asociada a penicilina (para conseguir sinergia, efecto sinérgico) puede usarse en el tratamiento de infecciones graves. La frecuencia de infección por EGB en adultos parece estar incrementándose en los últimos años y su alta morbilidad y mortalidad hacen aún más necesario el desarrollo de una vacuna para prevenir estas infecciones.

## Infección en animales
EGB fue primariamente identificado como un patógeno animal causante principal de mastitis bovina causando importantes perdidas en la producción de leche y por ello fue nombrado agalactiae (sin leche). La mastitis provocada por EGB puede tener un importante efecto sobre la cantidad y calidad de la leche producida y está asociada con contajes elevados de células y bacterias en la leche.
EGB se ha encontrado también en múltiples especies animales como pollos, camellos, caballos, lagartos, ranas, hámster, gatos, ratones, monos y peces. Las infecciones por EGB en peces causan septicemia y hemorragias internas y externas, constituyendo una importante fuente de perdidas en las piscifactorías.
Para prevenir estas infecciones en peces causadas por EGB se está intentando el desarrollo de vacunas.